# Ezequiel Carrera
Pour les articles homonymes, voir Carrera.
Ezequiel Manuel Carrera Reyes (né le 11 juin 1987  à Güiria, Sucre, Venezuela) est un joueur de champ extérieur des Blue Jays de Toronto de la Ligue majeure de baseball.

## Carrière
Ezequiel Carrera amorce sa carrière professionnelle en ligues mineures dans l'organisation des Mets de New York, au départ dans la ligue d'été du Venezuela en 2005 et 2006, puis aux États-Unis en 2007 et 2008.  Le 11 décembre 2008, Carrera est l'un des 12 athlètes impliqués dans un échange à trois équipes entre les Mets, Cleveland et Seattle, dans lequel sont transférés, notamment, J. J. Putz et Franklin Gutiérrez.
À partir de 2009, Carrera joue donc en ligue mineure dans l'organisation des Mariners de Seattle, qui l'échangent aux Indians de Cleveland le 26 juin 2010 avec le joueur d'arrêt-court Juan Díaz pour obtenir en retour Russell Branyan.
Ezequiel Carrera fait son entrée dans les majeures avec Cleveland le 20 mai 2011. Amené comme frappeur suppléant dans un match face aux Reds de Cincinnati, il réussit contre le lanceur Nick Masset son premier coup sûr à sa toute première présence, produisant en fin de huitième manche le point qui fait gagner les Indians 5-4. Il produit 14 points, réussit 10 vols de buts et frappe pour ,243 de moyenne au bâton en 68 parties pour les Indians en 2011.
Carrera frappe le premier coup de circuit de sa carrière dans les majeures le 5 août 2012 aux dépens du lanceur Joaquín Benoit des Tigers de Détroit. Il réussit deux circuits, produit 11 points et maintient une moyenne au bâton de ,272 avec 8 buts volés en 48 rencontres pour les Indians en 2012.
Il est réclamé au ballottage par les Phillies de Philadelphie le 3 avril 2013. Après avoir amorcé la saison par 13 parties pour les Phillies, il est récupéré au ballottage par les Indians le 2 mai suivant. Il ne joue que deux matchs pour Cleveland en 2013 et, durant la saison morte, signe chez les Tigers de Détroit.
En 45 matchs des Tigers en 2014, Carrera maintient une moyenne au bâton de ,261.
Il rejoint pour 2015 les Blue Jays de Toronto.